# مارگالف
مارگالف (به اسپانیایی: Margalef) یک شهرستان در اسپانیا است که در تاراگونا واقع شده‌است.

## خصوصیات
مارگالف ۳۵ کیلومترمربع مساحت دارد ۳۷۹ متر بالاتر از سطح دریا واقع شده‌است.